# InnoGames
InnoGames GmbH is een Duits computerspelbedrijf dat online-spellen of browserspellen ontwikkelt, die in elke browser kunnen worden gespeeld. Het bedrijf werd opgericht in 2007 door de broers Eike en Hendrik Klindworth en hun vriend Michael Zillmer.

## Geschiedenis
In het begin van het jaar 2003 begonnen de broers Eike en Hendrik Klindworth en hun vriend Michael Zillmer met de ontwikkeling van een browserspel genaamd Tribal Wars. Het spel werd zo populair dat er binnen één jaar een tweede wereld kwam. Door de blijvende groei werden er steeds meer mensen aangenomen. In 2007 werd InnoGames officieel opgericht en ging ze verder met het verbeteren van Tribal Wars en de ontwikkeling van nieuwe browserspellen.

## Producties
De volgende producties worden door meer dan 150 miljoen spelers over de hele wereld gespeeld.
| Naam                 | Platform(s)                 | Status                         |
| -------------------- | --------------------------- | ------------------------------ |
| Tribal Wars          | Browsergame, iOS en Android | Uitgebracht                    |
| Tribonia             | Browsergame                 | Stopgezet                      |
| The West             | Browsergame                 | Uitgebracht                    |
| Grepolis             | Browsergame, iOS en Android | Uitgebracht                    |
| WestWars             | Social game                 | Enkel te bereiken via Facebook |
| SevenLands           | Browsergame                 | Stopgezet                      |
| Bounty Hounds Online | Client                      | Stopgezet                      |
| Forge of Empires     | Browsergame, iOS en Android | Uitgebracht                    |
| Lagoonia             | Browsergame                 | Stopgezet                      |
| Kartuga              | Browsergame                 | Stopgezet                      |
| Elvenar              | Browsergame, iOS en Android | Uitgebracht                    |
| Tribal Wars 2        | Browsergame, iOS en Android | Uitgebracht                    |
| Age of Musketeers    | Browsergame                 | Stopgezet                      |

De Browsergame Tribonia zou door Innogames gelanceerd worden maar is vanwege tegenvallende kwaliteit stopgezet. Tribonia zou de standaard niet halen, en bovendien technisch niet voldoende zijn. Zodoende heeft Innogames het project kort voor de lancering geannuleerd. Ook Sevenlands werd later stopgezet na tegenvallende resultaten.

## Businessplan
Alle spellen gemaakt door InnoGames zijn gratis. Het businessplan is erop gebaseerd dat een deel van de spelers bereid is te betalen voor extra functies (premium). Het overige geld komt van reclamebanners in en rond de spelpagina's.